# Airbus A350 XWB
Az Airbus A350 XWB (az XWB az extra wide body, azaz „különösen széles törzsű” rövidítése) az európai Airbus által kifejlesztett nagy hatótávolságú, szélestörzsű utasszállító repülőgép, amely a Boeing 777 és a Boeing 787 vetélytársának számít. Az első olyan Airbus, melynek törzse és szárnyai túlnyomórészt kompozitanyagokból készülnek. A repülőgép 2015 januárja óta van forgalomban. Két típusváltozatban készül: a rövidebbik A350-900 (66,8 méter), valamint a hosszabbik A350-1000 (73,8 méter); az utóbbi különös ismertetőjele a megnövelt törzshosszon kívül, hogy a -900-as változattal szemben a főfutóműve 3-3 pár kerékkel rendelkezik, a Boeing 777-hez hasonlóan. A kezdeti tervekben szereplő legrövidebb törzsű A350-800 típusváltozat nem valósult meg.

## Típusváltozatok
Az A350-esnek mind a három változatát 2006-ban kezdték el fejleszteni. Az A350-900-as típust 2014 második felében, az A350-800-as típust 2016 közepén, majd az A350-1000-et 2017-ben tervezik utasforgalomba állítani.

### A350-800
A 60,45 méteres A350–800-ast úgy tervezték, hogy háromosztályos elrendezésben 276 utas szállíthasson 15 270 kilométeres távolságra 259 tonnás maximális felszállótömeggel. A Boeing 787–9 vetélytársa és az A330–200 típust leváltója lett volna.
2010. januárban az Airbus úgy döntött, hogy a fejlesztés leegyszerűsítése érdekében a –800-as változatot a –900-as megrövidítésével építik meg. A –800-as maximális felszállótömege 3 tonnával, hatótávolsága 460 kilométerrel lett volna nagyobb –900-asnál, ám ezzel az üzemanyag-fogyasztása is megnövekedett volna. Az egyszerűsítés mellett azért döntöttek, mert az eredetileg tervezett optimalizáció  –  a géptörzs és a futómű  megváltoztatása  –  nem váltotta be a hozzá fűzött reményeket és nem vezetett a kívánt hatótávolság-növekedéshez.
Bár 2008 közepéig a -800-as változatra 182 megrendelés érkezett, 2010-re egyre több társaság változtatta meg megrendelését a nagyobb –900-as verzióra. Miután a 2014-es farnboroughi légibemutatón az Airbus bejelentette az A330neo-t, a cég felhagyott az A350–800-as fejlesztésével. A fejlesztés abbahagyását 2014 szeptemberében erősítették meg.A típus legtöbb vásárlója megrendelését a –800-as altípusról az –900-asra és –1000-esre váltotta. 2017 tavaszán a koreai Asiana Airlines, a –800-as utolsó megmaradt megrendelője, 8 rendelését a –900-asra cserélte.

### A350-900
Ez 314 üléses (harmadosztályon 9 egy sorban egymás mellé helyezett ülésekkel), legnagyobb hatótávolsága eléri a 15000 km-t. A gyár állítása szerint a gép üres tömege egy ülésre számolva 16%-kal lesz könnyebb, 30%-kal kevesebb üzemanyagot, 25%-kal alacsonyabb fenntartási költséget igényel ülésenként, mint egy Boeing 777-200ER, ennek vetélytársának tervezték, valamint a A340-300 típus leváltására.

#### A350–900ULR

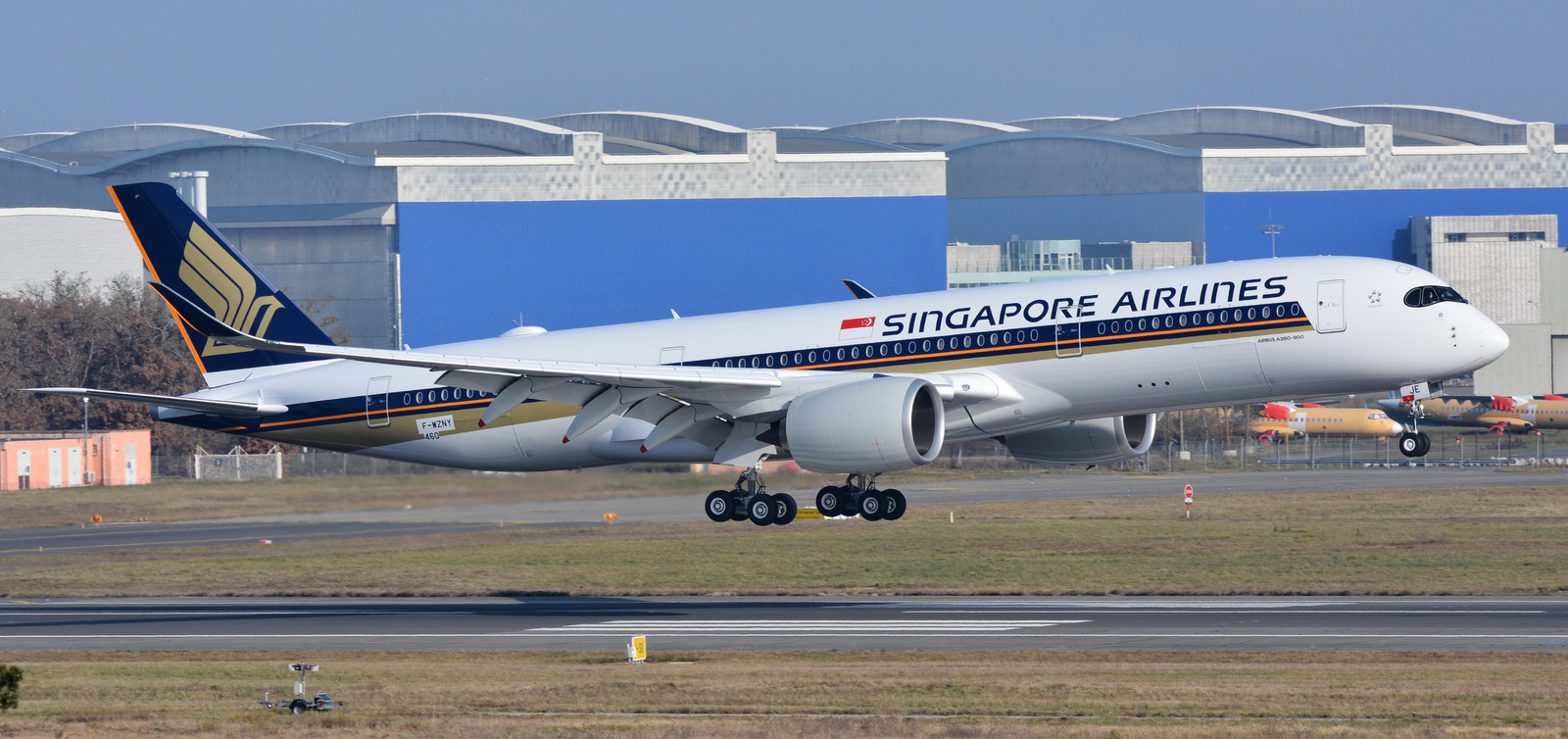
A Singapore Airlines egyik A350–900ULR-je

Az ultra hosszú távú –900ULR üzemanyag kapacitását 141 000 literről 165 000 literre növelték a meglévő üzemanyag tartályokon belül, a maximális felszálló tömeget pedig a korábban regisztrált 275 tonnáról 280 tonnára emelték. A változtatásoknak köszönhetően –900ULR képes leszállás nélkül 18 000 kilométert repülni és több mint 20 órát tölteni a levegőben. Ezáltal a –900ULR 2022-ben a szolgálatban lévő legnagyobb hatótávolságú utasszállító repülőgép. Mivel az A350–900-as üzemanyag-fogyasztása 5,8 tonna óránként, a –900ULR a sztenderd –900-as változathoz képest 24 tonnával több üzemanyagot igényel, hogy az alapváltozat 15 órája helyett több, mint 20 órát maradhasson a levegőben. A nagyobb üzemanyag-kapacitás a nagyobb felszállótömegnek és kisebb tehernek köszönhető (az utaskapacitás 170 körülre csökken).
Az első –900ULR 2018. április 23-án szállt fel és ugyanazon év szeptember 23-án volt a típust szolgálatba állító Singapore Airlinesnak leszállítva. A társaság 2018. október 24-én indította el vele az akkor a világ leghosszabb járatát Szingapúr-Changi repülőtére és a Newark Liberty nemzetközi repülőtér között. A Singapore Airlines 2023-ban is ezt a típust használja a világ jelenleg leghosszabb járatán Szingapúr-Changi és a New York-i John Fitzgerald Kennedy nemzetközi repülőtér között.

### A350-1000
Az A350-1000-es az A350-es legnagyobb változata, amely 350–410 utast tud szállítani hagyományos háromosztályos elrendezésben 16 100 kilométeres távolságon. A típust a  Boeing 777–300ER vetélytársának és az Airbus 340–600 leváltására tervezték. 2018. februárban a Qatar Airwaysnél állt menetrend szerinti forgalomba.

## Üzemeltető légitársaságok
2023. március 31-ig a típus változataiból összesen 967 darabot rendeltek meg: 755 A350–900-ast, 173 A350–1000-est és 39 A350F-t. Ebből 457 A350–900-ast és 69 A350–1000-est szállítottak le. Az 526 szolgálatban lévő A350-es 40 üzemeltetőnél teljesít szolgálatot; az 5 legnagyobb üzemeltető a Singapore Airlines (62 darab), a Qatar Airways (53 darab), a Cathay Pacific (46 darab), a Delta Air Lines (28 darab) és az Air China (23 darab).

## Műszaki adatok
| Modell                      | A350-900                     | A350-1000                    |
| --------------------------- | ---------------------------- | ---------------------------- |
| Legénység                   | 2 fő pilóta + utaskísérők    | 2 fő pilóta + utaskísérők    |
| Kapacitás                   | 315 (48B+267Y)               | 369 (54B+315Y)               |
| Hossz                       | 66,8 m                       | 73,78 m                      |
| Szárnyfesztáv               | 64,75 m                      | 64,75 m                      |
| Szárnyterület               | 442 m²                       | 464,3 m²                     |
| Magasság                    | 17,05 m                      | 17,08 m                      |
| Törzs szélesség             | 5,96 m                       | 5,96 m                       |
| Kabin szélesség             | 5,61 m                       | 5,61 m                       |
| Maximális felszállótömeg    | 280 t                        | 316 t                        |
| Hasznos teher               | 53,3 t                       | 64,2 t                       |
| Üzemanyag kapacitás         | 140 795 L (110 523 kg)       | 158 791 L (124 651 kg)       |
| Szerkezeti tömeg            | 142,4 t                      | 158,8 t                      |
| Teherkapacitás              | 36 LD3 vagy 11 paletta       | 44 LD3 vagy 14 paletta       |
| Utazó sebesség              | Mach 0,85 (488 kn; 903 km/h) | Mach 0,85 (488 kn; 903 km/h) |
| Hatótáv                     | 15 000 km                    | 15 600 km                    |
| Felszállási úthossz         | 2600 m                       | 2600 m                       |
| Leszállási úthossz          | 2000 m                       | 2000 m                       |
| Maximális repülési magasság | 13 100 m                     | 12 630 m                     |
| Hajtóművek (2×)             | Rolls-Royce Trent XWB        | Rolls-Royce Trent XWB        |
| Maximális tolóerő           | 374,5 kN                     | 431,5 kN                     |

## Fordítás
Ez a szócikk részben vagy egészben  az   Airbus A350 XWB című angol Wikipédia-szócikk fordításán alapul.  Az eredeti cikk szerkesztőit annak laptörténete sorolja fel. Ez a jelzés csupán a megfogalmazás eredetét és a szerzői jogokat jelzi, nem szolgál a cikkben szereplő információk forrásmegjelöléseként.

## Lásd még
- Airbus A330
- Boeing 777
- Boeing 787